# Spaarboog
Een spaarboog is een boogconstructie die gebruikt wordt om materiaal en arbeid uit te sparen. Om een fundering of muur te bouwen is veel metselwerk nodig, waarbij men door middel van een boog een deel van de muur of fundering kan overbruggen.
Veel boogmuren komen voor in funderingen en worden dan grondbogen genoemd. Bovengronds komen zowel open als gesloten spaarbogen voor. Open spaarbogen werden onder andere toegepast bij Romeinse aquaducten. Blinde spaarbogen werden onder andere toegepast bij stadsmuren en andere vestingwerken (altijd aan de binnenkant).

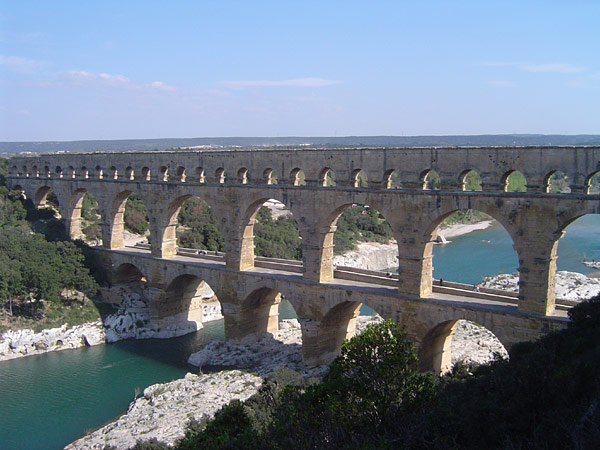
Pont du Gard in Frankrijk, Romeins aquaduct (38-52 n.Chr.)
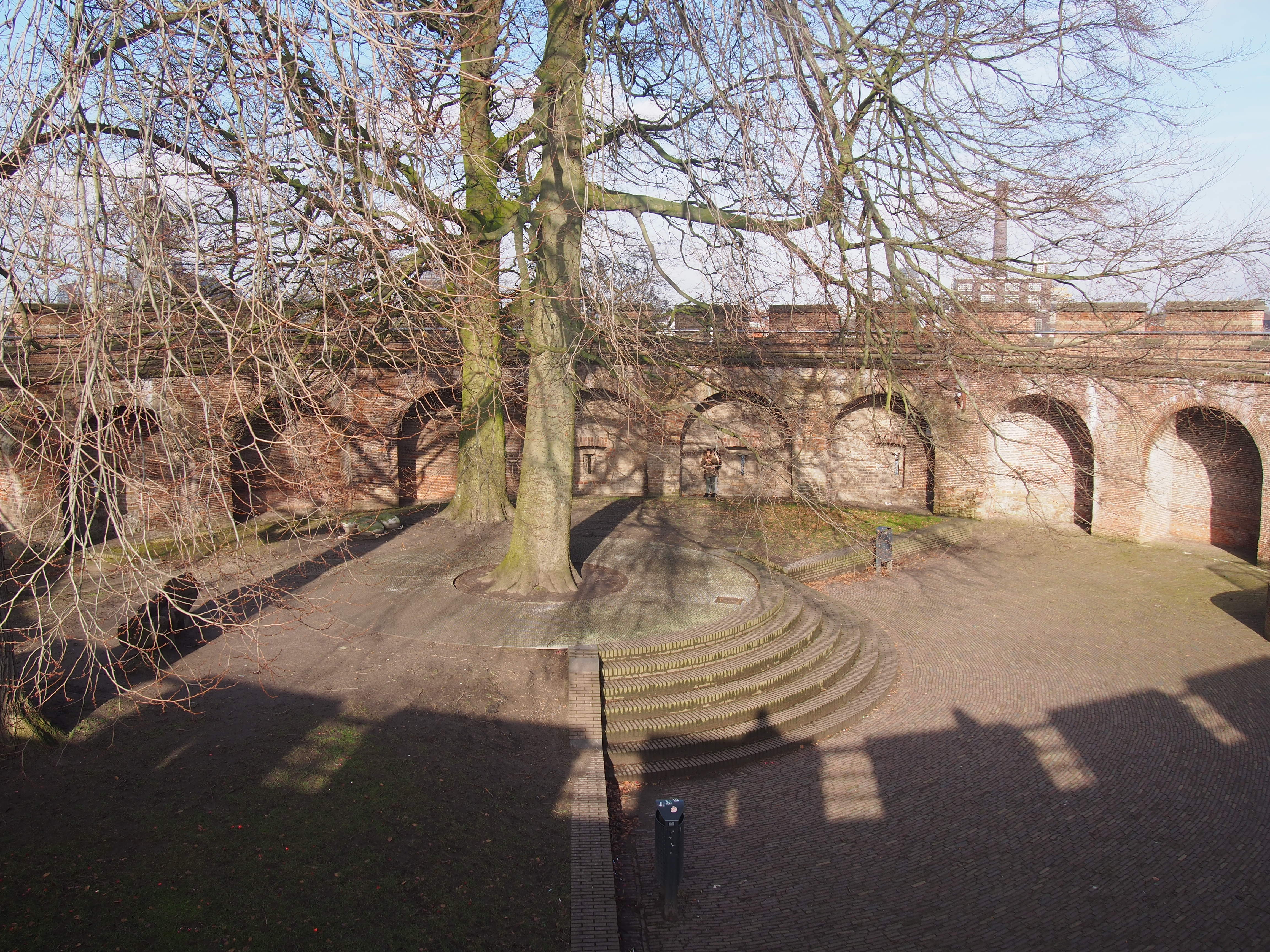
Burcht van Leiden met een weergang op spaarbogen (11e of 12e eeuw)
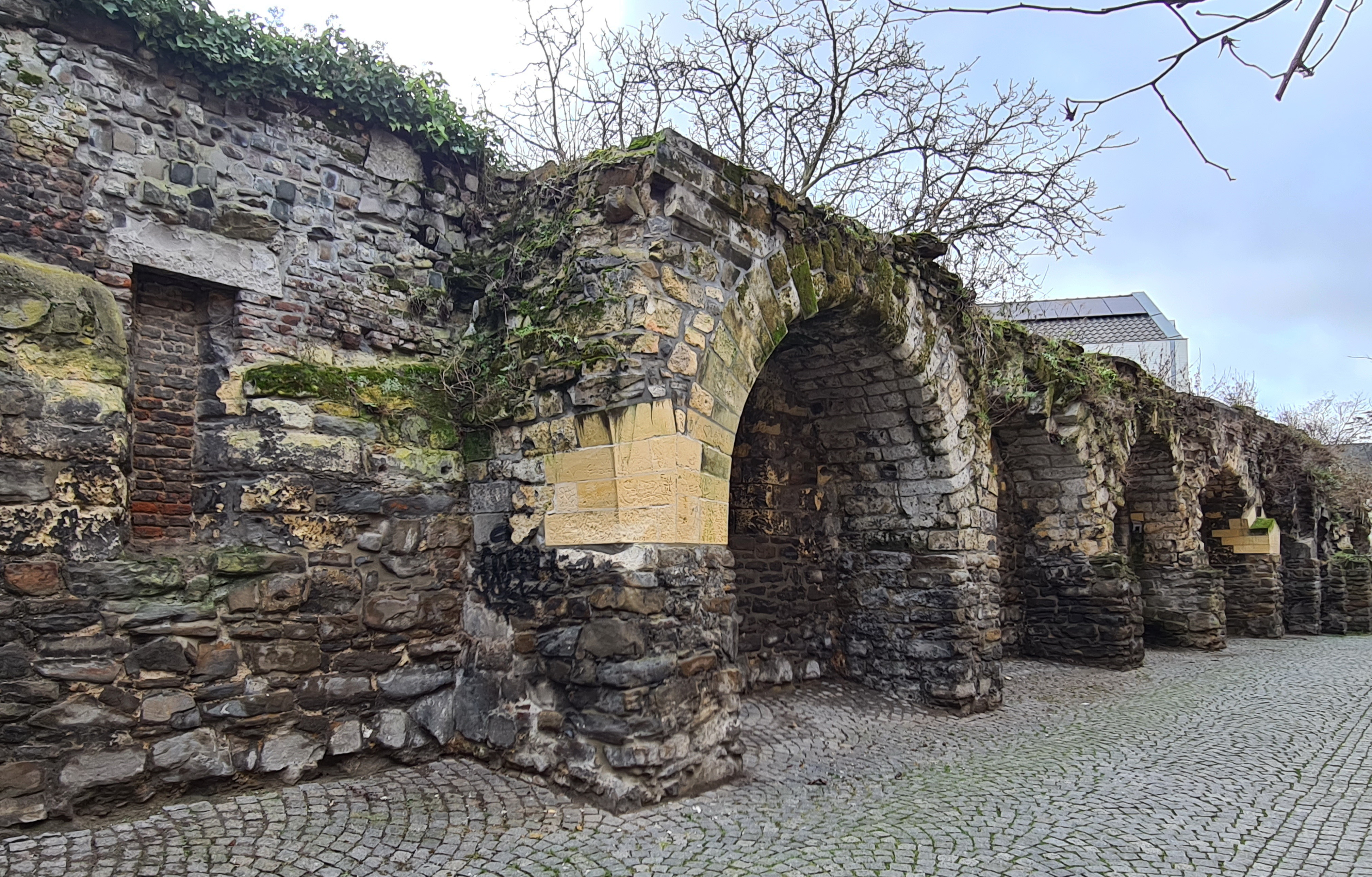
Stadsmuur Klein Grachtje, Maastricht (ca. 1225-1250)